# Ernst Boris Chain
Sir Ernst Boris Chain (Berlin, 1906. június 19. – Castlebar, 1979. augusztus 12.) zsidó származású német-brit biokémikus. 1945-ben Alexander Fleminggel és Howard Florey-val közösen elnyerte az orvostudományi Nobel-díjat a penicillin felfedezéséért.

## Tanulmányai
Ernst Boris Chain 1906. június 19-én született Berlinben. Apja, Dr. Michael Chain vegyész és gyáriparos volt, aki Oroszországból utazott tanulni Berlinbe, ahol megismerkedett Margarete Eisnerrel, feleségül vette és Németországban maradt. Apja meghalt, amikor Ernst még kora tizenéves volt. A zongora-csodagyereknek tartott Ernst a középiskolát a Luisengymnasiumban végezte, utána pedig apja példáját követve a berlini Friedrich Wilhelm Egyetemen kémiát tanult. 1930-ban kapta meg diplomáját és mivel a biokémia érdekelte, a Charité kórházban enzimkutatással foglalkozott egészen 1933-ig. Adolf Hitler hatalomra jutása után a zsidó származású Chain elhagyta Németországot és Angliába menekült. J. B. S. Haldane segítségével a londoni University College Hospitalban talált állást, majd néhány hónap múlva a Cambridge-i Egyetemen a Nobel-díjas Frederick Hopkins felügyelete alatt PhD-hallgatóként helyezkedett el, ahol a foszfolipideket kutatta. 

## Munkája a penicillinnel

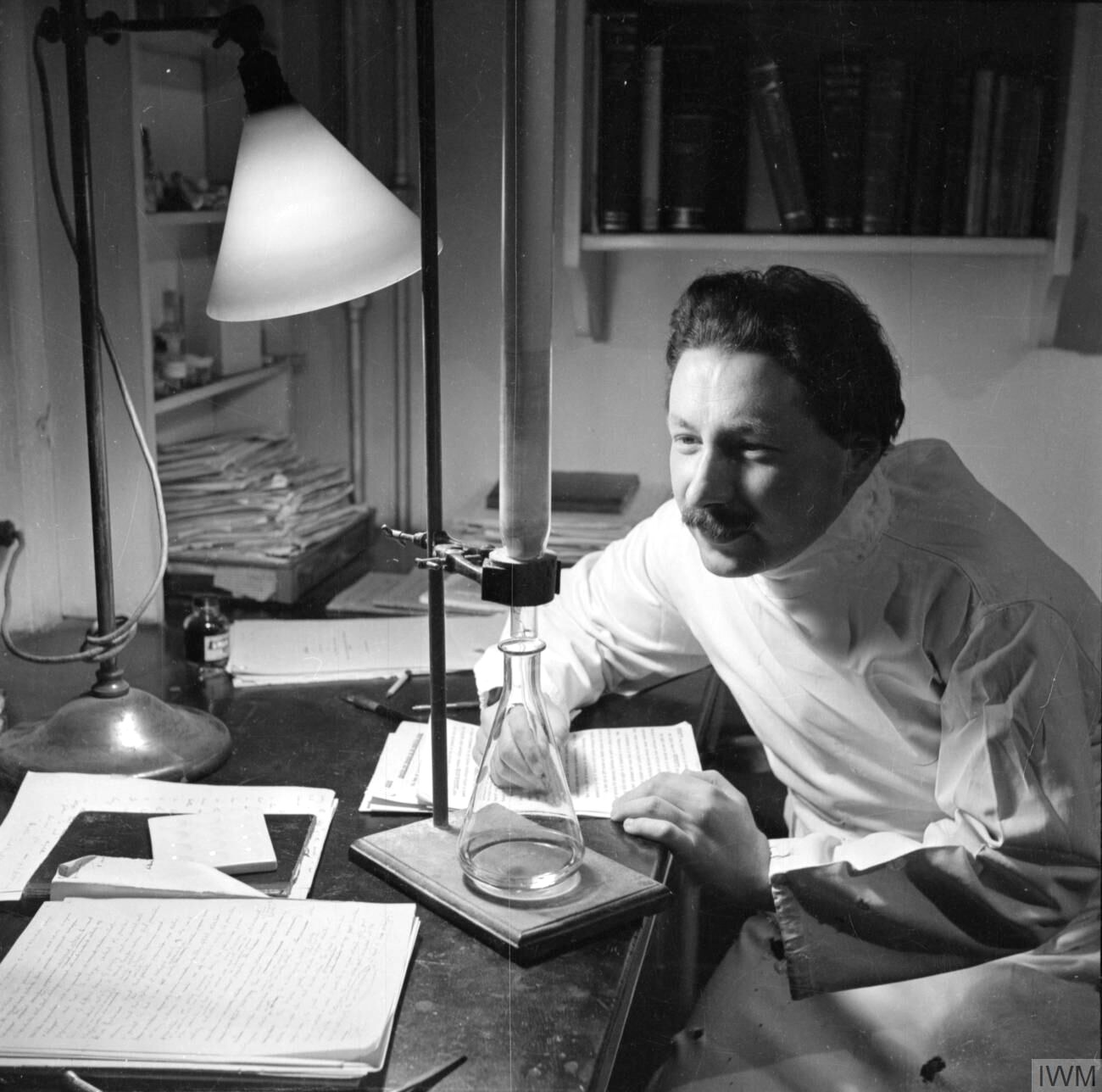
Ernst Chain 1944-ben

1935-ben elfogadta az Oxfordi Egyetem meghívását és a kémiai patológia előadója és demonstrátora lett. Kutatómunkája ekkor a kígyómérgekre, a rákos daganatok anyagcseréjére, a lizozimre és új biokémiai módszerek kifejlesztésére irányult. 1939-ben Howard Florey-val közösen elkezdte a mikroorganizmusok által termelt antibakteriális anyagok szisztematikus keresését. Ennek során bukkantak rá a penicillinre, amit Alexander Fleming kilenc évvel korábban leírt, de gyakorlati használatát instabilitása és a tisztítási nehézségek miatt lehetetlennek tartották. Ekkor a penicillint enzimnek gondolták, Chain bizonyította be, hogy jóval kisebb és egyszerűbb szerkezetű vegyületről van szó. Chain kidolgozta a penicillin izolálásának és tisztításának módszerét, megjósolta szerkezetét (amit később Dorothy Hodgkin röntgenkrisztallográfiával igazolt); Florey pedig a biológiai hatását tanulmányozta. Chain, Florey és Fleming 1945-ben orvostudományi Nobel-díjat kaptak a penicillinnel végzett munkájukért.   

## Későbbi pályafutása
A második világháború alatt Chain Németországban maradt anyja és nővére koncentrációs táborban halt meg. 1948-ban elfogadta a római Istituto Superiore di Sanità ajánlatát és nemzetközi kutatóközpont tudományos igazgatója lett. 1961-ben visszaköltözött Angliába, ahol a londoni Imperial College biokémiaprofesszoraként dolgozott. Kései éveinek kutatási témái az idegszöveti szénhidrát-aminosav kölcsönhatások, az inzulin hatásmechanizmusa, fermentációs technológiák, penicillináz-rezisztens penicillin kidolgozása voltak.

## Elismerései
Chain 1949-ben tagja lett a Royal Societynek, 1969-ben a királynő lovaggá ütötte, ezenkívül megkapta a Becsületrend és az Olasz Köztársaság Érdemrendjének parancsnoki fokozatát. Számos tudományos díjat nyert el, mint például a svéd Ezüst Berzelius-érmet, a francia Pasteur-érmet, az olasz Marotta-érmet és a Paul Ehrlich centenáriumi érmet. Díszdoktora Liège, Bordeaux, Torino, Párizs, La Plata, Cordoba, Brasilia és Montevideo egyetemeinek. 

## Családja
Ernst Chain 1948-ban vette feleségül Anne Beloffot. Két fiuk (Benjamin és Daniel) és egy lányuk (Judith) született.
Ernst Boris Chain 1979. augusztus 12-én hunyt el az írországi Castlebarban, 73 éves korában. 